# Mani Gotovac
Mani Gotovac (rođ.  Julija Birimiša, Split, 12. studenoga 1939. – Zagreb, 12. studenoga 2019.), bila je hrvatska kritičarka, dramaturginja, teatrologinja i spisateljica. Prva izbornica Sterijina pozorja i prva intendantica u povijesti hrvatskoga kazališta.

## Životopis
Mani Gotovac rođena je u Splitu 1939. godine. Kći je odvjetnika Zdravka Birimiše i glumice Marije Danire. Završila je Klasičnu gimnaziju u Splitu koju su u isto doba pohađali Petar Brečić, Igor Mandić, Tonko Maroević, Zvonimir Mrkonjić, Igor Zidić i drugi. Kao studentica piše kazališne kritike, zapošljava se kao novinarka na radiju, piše kritike i eseje o kazalištu koje objavljuje u časopisima Prolog, Scena, Forum, talijanskoj reviji Sipario i drugdje. Diplomirala je komparativnu književnost i teatrologiju kod prof. Ive Hergešića na Filozofskom fakultetu u Zagrebu. Prezime Gotovac uzela je udajom za Peru Gotovca, te ga je zadržala i nakon razvoda.
Živjela je u Zagrebu, pisala je prozu, kazališne spise, a bavila se dramaturgijom u zemlji i inozemstvu.
Preminula je na svoj 80. rođendan, 12. studenog 2019. godine.

## Kritike, eseji, teatrološke knjige
- Prvu kritiku objavljuje u Studentskom listu. Piše o predstavi Idiot prema romanu Dostojevskoga. Kritizira izvedbu zbog kliničkog prikazivanja Idiota. Uređuje kritičke emisije o kazalištu na Radio Zagrebu i vodi kazalište na Televiziji Zagreb u emisiji Film, teatar i... Tiska kazališne kritike u tjedniku Telegram i Hrvatskom tjedniku te je voditeljica Press-a na Dubrovačkim ljetnim igrama. Autorica televizijskih dokumentaraca: Dvije agonije i Sve naše Glorije.
- Zabranjen joj je rad u visokotiražnim novinama i medijima (1973. – 1980.) zbog političkih razloga. Istodobno tiska kazališne eseje u časopisima Prolog, Scena te u talijanskom Sipariu.
- Surađuje u kreiranju sarajevskoga festivala MES i selektorica je jugoslavenskoga festivala Sterijino pozorje.
- Objavljuje knjigu teatroloških eseja Tako prolazi Glorija u biblioteci Cekade.
- Predsjednica je Društva kritičara i teatrologa Hrvatske (1985. – 1992.).
- Objavljuje knjigu teatroloških eseja Dubrovačke mišolovke u izdanju Teatrološke biblioteke.
- Glavna je i odgovorna urednica časopisa za kazališnu umjetnost Prolog. Prolog postaje članom kazališnih časopisa Europske unije.
- Piše TV scenarij za kratki film o Dubrovačkim ljetnim igrama u režiji Danijela Marušića.
- Uređuje knjigu teatroloških eseja Petra Brečića Jedan okvir za zrcalo u izdanju Umjetničkog programa HRT-a.

## Dramaturgija
Izbor:
- preradba djela i dramaturginja u predstavi: Euripid Elektra, režija [Paolo Magelli], Splitsko ljeto.
- dramaturginja u predstavi: Brecht Opera za tri groša režija Roberto Ciulli, Splitsko ljeto.
- suradnica u predstavi: Pirandello Večeras improviziramo, režija Anatolij Vasiljev, Splitsko ljeto / Hvar.[5]
- suautorica u predstavi: Euripid Feničanke, režija Paolo Magelli, Dubrovačke ljetne igre.
- dramaturginja pri praizvedbi djela Luke Paljetka Poslije Hamleta, režija Krešimir Dolenčić, koprodukcija Dubrovačkih ljetnih igara i Teatra &TD.
- dramaturginja u predstavi Gabriella Vacisa Napjevi gradova u koprodukciji Teatro settimo Torino, Teatar &TD, Zagreb, "Kazalište Marina Držića", Dubrovnik, Mittelfest, Cividale i Dubrovačke ljetne igre.
- dramaturginja u predstavi: Grum Dogadjaji u mjestu Goga u režiji Damira Zlatara Freya, ZeKaeM, Zagreb
- umjetnička savjetnica predstave: Krleža Gospoda Glembajevi u režiji Jagoša Markovića, Atelje 212, Beograd.[6]
- dramaturginja u predstavi: Shakespeare Sen kresne noči u režiji Damira Zlatara Freya, SNG Maribor.[7]

## Ravnateljica, intendantica, međunarodni kontakti
- Dugogodišnja članica Vijeća Međunarodnog instituta za mediteransko kazalište sa sjedištem u Madridu.
- Ravnateljica Teatra &TD. Posvećuje se i istražuje suvremenu hrvatsku i europsku dramu i kazalište. Poziva na suradnju pisce Ivana Vidića, Asju Srnec Todorović, Matu Matišića, redatelje Lukasa Nolu, Ivicu Buljana, Bobu Jelčića, Bornu Baletića te pjesnika i kantautora Arsena Dedića.
- Teatar &TD odlazi na gostovanja i međunarodne festivale: Festival kazališta u Caracasu (Venezuela), Mittelfest (Italija), Art Carnuntum (Austrija), Teatar festival (Madrid), kazalište La Mamma (New York).
- Svjetska praizvedba kazališne verzije romana Pascala Brucknera Ledeni mjesec pod nazivom Gorki gorki mjesec.
- Međunarodni simpozij na temu Novi ljubavni nered i kazalište u suradnji s Pascalom Brucknerom i teatrologom Joseom Monleonom, direktorom Instituta za Mediteransko kazalište.
- Umjetnička voditeljica Gradskog kazališta Marina Držića u Dubrovniku.
- Voditeljica Teatra poezije u Barceloni.
- Intendantica u HNK Split. Prva intendantica u povijesti hrvatskog kazališta. Otvara malu scenu za suvremeni hrvatski i europski teatar za pisce Filipa Šovagovića, Elvisa Bošnjaka, Juricu Pavičića, Antu Tomića, Ivanu Sajko, redatelje Ivicu Buljana,  Sergeja Gorana Pristaša. Uvodi u teatar TBF. HNK Split postaje članom Europske kazališne konvencije te je pozivan je na međunarodne festivale: Bonnski bienalle, Festival u Nici, Festival u Zurichu, Mittelfest, MES, Bruxelles, Liege, Venezuela.
- Selektorica Bienalla mladih u Torinu.
- Intendantica HNK Ivana pl. Zajca, Rijeka. Otvara malu scenu Off Zajc za suvremeni hrvatski i europski teatar (dramska spisateljica Nina Mitrović i redatelje Daria Harjačeka i Olivera Frljića). Uvodi u teatar Damira Urbana i Severinu Vučković kao Karolinu Riječku i Barunicu Castelli. HNK Ivana pl. Zajca postaje članom Europske kazališne konvencije. Gostuje na Mediteranskom festivalu u Piccolo teatro di Milano, otvara Međunarodni festival u Rimu, gostuje na Sterijinom pozorju, priređuje Međunarodni simpozij na temu: Nacionalna/narodna kazališta danas.

## Autorski projekti - festivali
- kreira i pokreće Međunarodni festival Riječke ljetne noći.[8] Među brojnim gostima festivala izdvajaju se argentinski tenor Jose Cura koji u Rijeci režira i pjeva u operi Jose Cura: la commedia e finita, japanski koreograf Moe Yamamoto,[9] talijanska sopranistica Francesca Patane, španjolsko zračno kazalište Puja. Predstave Mirisi, zlato i tamjan u režiji Vinka Brešana[10] i Lukrecija iliti požderuh u režiji Jagoša Markovića postaju amblem Riječkih ljetnih noći.
- Pokreće projekt Pisci pod zvijezdama u Rijeci
- Pokreće Međunarodne multikulturalne susrete - YES ZGB u Zagrebu. Posebni program: Pisci na Cvjetnom

## Istraživanje, promjene, rizik
Mani Gotovac posvećuje se kazalištu kao prostoru istraživanja u umjetnosti. Njezino kazalište uvijek se izlaže riziku. Ona ne priznaje koncept fotelje i funkcije. Zato ima mnogo pobornika i mnogo protivnika.

## Nagrade i priznanja
- 1997.: Red Danice Hrvatske s likom Marka Marulića.

## Djela
- Tako prolazi Glorija, Zagreb, 1984. (knjiga teatroloških eseja)
- Dubrovačke mišolovke, Zagreb, 1986. (knjiga teatroloških eseja)
- Fališ mi. Prva knjiga: zima/proljeće, Zagreb, 2010., (autobiografski roman).
- Fališ mi. Druga knjiga: jesen/ljeto, Zagreb, 2011., (autobiografski roman).
- Fališ mi: u proljeću, u jeseni, u ljetu, u zimi, Zagreb, 2013., novo nadopunjeno izdanje,[11] (autobiografski roman).
- Ma koji život, ma koji teatar, zapisi iz života i kazališta,  Profil, Zagreb 2014.
- Snebivaš me, roman, Profil, Zagreb 2O15.
- Ćutim te, roman, Profil, Zagreb 2017.
- Rastanci, roman, V.B.Z., Zagreb 2019.

## Vanjske poveznice
- about.me/Mani Gotovac Službena stranica
- HDP - Hrvatsko društvo pisaca  Arhivirana inačica izvorne stranice od 18. ožujka 2010. (Wayback Machine)
- NU2, Gostovanje Mani Gotovac u emisiji Nedjeljom u 2, 20.12.2009.
- Novi list: Intervju s Mani Gotovac  Arhivirana inačica izvorne stranice od 25. rujna 2014. (Wayback Machine)
- Jedna je Mani